# Netscape 5
Netscape 5 (známý pod kódovým označením „Gromit“) byl balík webových aplikací vyvíjený v roce 1998, který nebyl nikdy vydán a jehož vývoj byl v roce 1999 ukončen. Mělo se jednat o pátou sérii balíku (původně pouze webového prohlížeče) Netscape, který měl být založen na předchozích verzích Netscape Communicatoru a využívat renderovací jádro Mariner. Toto renderovací jádro bylo založeno na jádře z Netscape Communicatoru 4.x, které mělo být vylepšeno po stránce stability, rychlosti a lepší kompatibility s webovými standardy. Vývoj tohoto jádra však skončil v březnu 1998, kdy se společnost rozhodla zaměřit na zcela nové jádro pojmenované Gecko (původně pod názvem NGLayout). Jádro Mariner bylo uvolněno pod open source licencí, když Netscape uvolnil zdrojové kódy svého balíku a založil organizaci Mozilla.

## Verze
Program se nikdy nedostal do stádia alfa či beta verzí. Byly pouze vytvořeny dvě tzv. pre-alfa verze, z nichž jedna byla založena na kódu původního Netscape Communicatoru, pozdější byla založena na jádru Gecko. Tato verze se později stala Netscape 6, ačkoliv z původního kódů zamýšleného Netscape 5 nezbylo takřka nic.